# Hasan Üçüncü
Hasan Üçüncü (* 16. November 1980 in Sürmene, Trabzon) ist ein türkischer ehemaliger Fußballspieler.

## Karriere
Hasan Üçüncü kam 1980 in der Kleinstadt Sürmene zur Welt und begann hier mit dem Vereinsfußball in der Jugend der für ihre Nachwuchsarbeit bekannten Bezirksmannschaft Trabzonspor. 1998 erhielt er einen Profivertrag, spielte aber zwei Saisons ausschließlich für die Reservemannschaft. Im Sommer 2000 wurde er an den Drittligisten Akçaabat Sebatspor ausgeliehen, um ihm so die Möglichkeit zu bieten Spielpraxis in einer Profiliga zu sammeln. 2001 kehrte er zu Trabzonspor zurück und zählte fortan zu den regelmäßig eingesetzten Spielern. Im Sommer 2007 übernahm Ersun Yanal den Trainerposten bei Trabzonspor und setzte Üçüncü auf die Liste der Spieler, mit denen er nicht für die neue Saison plane. Da Üçüncü aber kurzfristig keinen Verein fand, wurde er zur Reserve degradiert.
Schließlich verließ er im Frühjahr 2009 Trabzonspor und ging zum Ligakonkurrenten MKE Ankaragücü. Nach einer halbjährigen Tätigkeit spielte er jeweils eine halbe Spielzeit für Giresunspor und Çaykur Rizespor.
Im Sommer 2010 wechselte er zu Mersin İdman Yurdu. Die Saison 2010/11 schloss er mit seiner Mannschaft als Meister der 1. Lig ab und erreichte so den direkten Aufstieg in die Süper Lig. Im Sommer 2012 verließ er Mersin.
Für die Saison 2013/14 heuerte Üçüncü beim Zweitligisten Orduspor an. Danach beendete er seine Karriere.

## Erfolg
Mersin İdman Yurdu
- Meister der TFF 1. Lig und Aufstieg in die Süper Lig: 2010/11

## Trivia
- Üçüncü pflegt seit ihrer gemeinsamen Zeit bei Trabzonspor eine enge Freundschaft mit dem guineischen Fußballspieler Ibrahima Yattara. Aufgrund dieser Freundschaft nahm Yattara, als er wegen der angenommenen türkischen Staatsangehörigkeit auch einen türkischen Namen auswählen musste, den Namen İbrahim Üçüncü an.